# Прем'єр-міністр Польщі
Голова Ради Міністрів Республіки Польща (пол. Prezes Rady Ministrów Rzeczypospolitej Polskiej) згідно з Конституцією Республіки Польща від 2 квітня 1997 року (ст. 148) — прем'єр-міністр держави та очільник уряду. Посада також передбачає статус голови Ради міністрів (Rady Ministrów) і окремого вищого органу. державного управління.

## Повноваження Голови Ради Міністрів

### Організаційні компетенції
- представляє Раду Міністрів
- керує його роботою
- скликає засідання
- встановлює порядок денний
- головує на засіданнях

### Змістовні компетенції
- керує основною діяльністю Ради міністрів
- несе політичну відповідальність
- приймає рішення про склад Ради міністрів, подає Президенту Республіки Польща заяви про призначення міністрів
- координує та контролює роботу міністрів та інших членів Ради
- забезпечує реалізацію політики Ради Міністрів
- видає положення
- контролює місцеве самоврядування